# Kingsbrook
Kingsbrook är en civil parish i kommunen Buckinghamshire i England. Den inkluderar Canalside, Oakfield Village, Canal Quarter och Orchard Green.